# Реституционен едикт
Реституционният едикт (на немски Restitutionsedikt) е документ на император Фердинанд II от 6 март 1629 г., по време на Тридесетгодишната война. С него владетелят се опитва да изкорени или поне да отслаби протестантската ерес в земите си, като предава протестанстките църковни земи на католиците и отнема всички титли на протестантски принцове, придобити след Аугсбургския мир от 1555 г. Резултатът е недоволство от страна на протестантите и подновяване на войната. Неслучайно този период е наречен от историците „годината на гордост и падение на императора“.

## Ситуацията през 1629 г.
От появата на протестантството в началото на ХVІ в. в Свещената римска империя цари религиозно напрежение. То предизвиква въоръжени конфликти, уредени с мира, сключен в Аугсбург през 1555 г. Смисълът на споразумението се изразява с формулировката Cuius regio, eius religio, тоест „на когото е властта, на него е религията“. Така протестантските владетели си гарантират свободата да ръководят духовните дела в земите си. Специалната разпоредба в договора, наречена „Църковна резервация“ (Reservatum ecclesiasticum), забранява по-нататъшната секуларизация на църковните земи, но тя не се спазва. Принцовете от империята постепенно завземат църковни земи най-вече защото така се позват от доходите им, не толкова заради религиозна ненавист.
Фердинанд ІІ е известен като фанатичен католик. Още преди да стане император той полага всички усилия да изкоренява протестантството в своите земи. Вероятността да стане крал в протестантска Чехия предизвиква въстание през 1618 г., с което започва Тридесетгодишната война. На следващата година чехите избират за крал пфалцкия курфюрст Фридрих V, но католиците ги побеждават и Фердинанд заема мястото му. Последват тежки години на ожесточена война, в която се намесват Дания, Англия и Съединените провинции (Нидерландия). През 1629 г. всичко това е минало – Фердинанд е безспорен господар на германските земи и вярва, че е дошло време за изкореняване на протестантството.

## Прилагането на едикта
Реституционният едикт е преди всичко ход за укрепване силата на Хабсбургската династия. Някои автори го оценяват като „смел план за сплотяването на лоялните протестантски владетели“ под властта на императора. Едиктът цели да се изпълни със задна дата Църковната резервация. Ако това се случи в пълна степен, би засегнало две архиепископства – Магдебург и Бремен, 12 епископства и около 100 по-малки бивши църковни владения. Това би означавало огромна промяна в баланса между католици и протестанти. Хиляди протестантски семейства би трябвало а напуснат тези райони и да търсят нови места за живеене. Най-сложен е въпросът за Аугсбург – голям лутерански център в средата на католическо епископство, който е билл католически през 1555 г. Въпреки това Фердинанд се впуска в прилаганетнамедикта у решително и дори брутално. В Бремен, опирайки се на манастирите, които са запазили католическия си характер, започва упорита контрареформация. В Магдебург е назначен нов архиепископ, а след разорението на града през 1631 г. – още един, който е католик. Най-голям ефект изпълнението на едикта има в североизточна Германия, където няма католици от поне сто години и влиянието на Фердинанд е минимално. Той назначава администратори да усвоят отново секуларизираните от Бранденбург, Меклембург и Померания земи. Този процес достига връх през 1630 г., когато мерките на императора са подкрепени от силната армия на Албрехт фон Валенщайн. Макар да е против едикта, Валенщайн подкрепя изпълнението му. Той неведнъж заявява, че „ще научи принцовете на маниери; те трябва да зависят от императора, а не той от тях“. Това обаче поражда недоволството и на католическите държави и доскорошният съюзник на императора – Максимилиан Баварски – настоява от името на всички за премахмането на Валенщайн.

## Последици
Пряката последица от едикта се състои в това, че сред протестантите в империята се чувства нуждата от нова намеса на външна сила. Никой не очаква, че това ще бъде шведският крал Густав ІІ Адолф, нито че действията му ще бъдат толкова арогантни и опустошителни. Когато през 1630 г. той нахлува в Германия с подкрепата най-вече на Франция, Тридесетгодишната война се подновява с още по-голямо ожесточение. През 1635 г. мирният договор от Прага анулира едикта. При обсъждането на това решение повечето теолози гласуват за отмяната, само малка група йезуити се противопоставят. Шокиран от победите на шведите и от пагубния характер на войната, Фердинанд започва по-компромисна политика. Тя е продължена от сина му Фердинанд ІІІ (император от 1637 г.), който се връща към идеята за свобода на протестантите в името на това да се запази империята.